# Wiktor Michailowitsch Tschepkin
Wiktor Michailowitsch Tschepkin (russisch Виктор Михайлович Чепкин; * 20. September 1933; † 3. Juni 2016 in Moskau) war ein sowjetisch-russischer Luftfahrtingenieur.

## Leben
Tschepkin studierte am Moskauer Staatlichen Luftfahrtinstitut (MAI) mit Abschluss 1957 als Ingenieur-Mechaniker für Luftfahrt-Triebwerke.
Nach dem Studium wurde Tschepkin in das Permer Motorbau-Konstruktionsbüro geschickt, wo er vom Ingenieur-Konstrukteur zum Chefkonstrukteur und Ersten Vizeleiter des Unternehmens aufstieg. Er nahm direkt teil an der Entwicklung und Einführung in die Serienfertigung der Mantelstromtriebwerke D-30KU, D-30KP und D-30KU154, die in den Verkehrsflugzeugen Iljuschin Il-62M, Iljuschin Il-76 und Tupolew Tu-154M eingesetzt wurden. Als Chefkonstrukteur entwickelte er das Mantelstromtriebwerk D-30F6 für den Abfangjäger Mikojan-Gurewitsch MiG-31.
1983 wurde Tschepkin Vizeminister für Luftfahrt-Industrie der UdSSR mit Zuständigkeit für Fragen des Triebwerkbaus. Er sorge für die Ausrüstung der sowjetischen Flugzeuge mit den neuesten Triebwerken. Bereits im August 1984 schied er wieder aus diesem Amt, um Generalkonstrukteur und Generaldirektor des nach Archip Michailowitsch Ljulka benannten Forschungs- und Produktionsverbunds Saturn in Rybinsk zu werden (bis 2001). Sein Nachfolger als Vizeminister wurde Wiktor Michailowitsch Tschuiko.
Unter Tschepkins Leitung wurden im Saturn die Entwicklungsarbeiten für das Triebwerk Saturn AL-31F  erfolgreich abgeschlossen, mit dem dann das Jagdflugzeug Suchoi Su-27 ausgerüstet wurde. Ab 1985 leitete er die Entwicklung des Triebwerks Saturn AL-41F für die Mikojan-Gurewitsch MiG 1.44. Auch wurde aus der  Saturn AL-31F das stationäre Triebwerk Saturn AL-31ST für die Gasprom entwickelt. Unter Tschepkins Leitung entstand das Triebwerk Saturn AL-55 für Leichtflugzeuge.
1986 wurde Tschepkin zum Doktor der technischen Wissenschaften promoviert. 1993 wurde er zum Professor ernannt. Er war Vollmitglied der Russischen Ingenieursakademie, der Ziolkowski-Akademie der Kosmonauten und der International Academy of Ecology.

## Ehrungen, Preise (Auswahl)
- Orden des Roten Banners der Arbeit (1976)[2]
- Leninpreis (im nichtöffentlichen Teil) für die Konstruktion von Luftfahrt-Triebwerken (1981 mit Radi Jewgenjewitsch Schalin)[2]
- Orden der Ehre (Russland) (2003)[2]